# Campionatul Mondial de Handbal Feminin din 1982
Campionatul Mondial de Handbal Feminin din 1982, cea de-a 8-a ediție a Campionatul Mondial de Handbal Feminin organizat de Federația Internațională de Handbal, s-a desfășurat în Ungaria, între 2 și 12 decembrie 1982. La competiție au luat parte 12 echipe din patru confederații. Campionatul Mondial a fost câștigat de Uniunea Sovietică.

## Calificări
Exceptând echipa gazdă a Ungariei, un număr de 11 echipe s-a calificat la campionatul mondial în urma ocupării unor poziții fruntașe la anumite competiții, astfel:
| Grupa A       | Grupa B       | Grupa C      |
| ------------- | ------------- | ------------ |
| Ungaria       | URSS          | Iugoslavia   |
| RDG           | Coreea de Sud | Cehoslovacia |
| Norvegia      | România       | Germania     |
| Statele Unite | Bulgaria      | Congo        |

### Echipa Ungariei
Echipa Ungariei s-a calificat direct la Campionatul Mondial ca țară organizatoare:
| Nr. | Post           | Nume                      | Club                        |
| --- | -------------- | ------------------------- | --------------------------- |
|     | Portar         | Angyal Éva                | Vasas SC                    |
|     |                | Baloghné Nyári Erzsébet   | Budapesti Spartacus         |
|     |                | Barna Ildikó              | Vasas SC                    |
|     |                | Bonyhádi Klára            | Budapesti Építők SC         |
|     |                | Csajbókné Németh Erzsébet | Tatabányai Bányász          |
|     |                | Csíkné Horváth Klára      | Budapesti Spartacus         |
|     |                | Gombai Katalin            | Vasas SC                    |
|     |                | Gódorné Nagy Mariann      | Vasas SC                    |
|     |                | György Anna               | Budapesti Építők            |
|     |                | Jakab Gabriella           | Békéscsabai Előre Spartacus |
|     |                | Krámerné Agócs Valéria    | Vasas SC                    |
|     |                | Nyári Zsuzsa              | Bakony Vegyész              |
|     |                | Őriné Győrvári Györgyi    | Vasas SC                    |
|     |                | Rácz Mariann              | Vasas SC                    |
|     | Centru/inter   | Sterbinszky Amália        | Vasas SC                    |
|     | Centru/extremă | Vadászné Vanya Mária      | Vasas SC                    |

- Antrenor: Csík János

## Distribuție
Cele 12 echipe participante au fost trase la sorți în trei grupe de câte patru. Echipele care au terminat grupele pe primele două poziții s-au calificat în formatul final de șase echipe contând pentru locurile 1-6. Echipele care au terminat grupele pe ultimele două poziții au evoluat apoi pentru stabilirea ierarhiei locurilor 7-12.

## Grupele preliminare
|  | Echipele calificate în grupele principale |
|  | Echipele eliminate din competiție         |

Programul de desfășurare de mai jos este conform UTC+1.

### Grupa A
| Echipa        | M | V | E | Î | GM | GP | G   | Pct |
| ------------- | - | - | - | - | -- | -- | --- | --- |
| Ungaria       | 3 | 2 | 1 | 0 | 63 | 39 | +24 | 5   |
| RDG           | 3 | 2 | 1 | 0 | 59 | 35 | +24 | 5   |
| Norvegia      | 3 | 1 | 0 | 2 | 57 | 53 | +4  | 2   |
| Statele Unite | 3 | 0 | 0 | 3 | 21 | 73 | −52 | 0   |

| 2 decembrie 1982 | RDG   | 16 – 14 | Norvegia | Budapesta |
| 2 decembrie 1982 | (8-6) |         |          | Budapesta |
| 2 decembrie 1982 |       |         |          | Budapesta |

| 2 decembrie 1982 | Ungaria | 22 – 4 | Statele Unite | Budapesta |
| 2 decembrie 1982 | (15-1)  |        |               | Budapesta |
| 2 decembrie 1982 |         |        |               | Budapesta |

| 2 decembrie 1982 18:30 | RDG    | 26 – 4 | Statele Unite | Budapesta |
| 2 decembrie 1982 18:30 | (10-4) |        |               | Budapesta |
| 2 decembrie 1982 18:30 |        |        |               | Budapesta |

| 3 decembrie 1982 20:00 | Ungaria | 24 – 18 | Norvegia | Budapesta |
| 3 decembrie 1982 20:00 | (5-9)   |         |          | Budapesta |
| 3 decembrie 1982 20:00 |         |         |          | Budapesta |

| 5 decembrie 1982 18:30 | Norvegia | 25 – 13 | Statele Unite | Budapesta |
| 5 decembrie 1982 18:30 | (11-5)   |         |               | Budapesta |
| 5 decembrie 1982 18:30 |          |         |               | Budapesta |

| 5 decembrie 1982 20:00 | Ungaria | 17 – 17 | RDG | Budapesta |
| 5 decembrie 1982 20:00 | (8-7)   |         |     | Budapesta |
| 5 decembrie 1982 20:00 |         |         |     | Budapesta |

### Grupa B
| Echipa        | M | V | E | Î | GM | GP | G   | Pct |
| ------------- | - | - | - | - | -- | -- | --- | --- |
| URSS          | 3 | 3 | 0 | 0 | 65 | 49 | +16 | 6   |
| Coreea de Sud | 3 | 1 | 1 | 1 | 69 | 68 | +1  | 3   |
| România       | 3 | 1 | 1 | 1 | 56 | 59 | −3  | 3   |
| Bulgaria      | 3 | 0 | 0 | 3 | 52 | 66 | −14 | 0   |

| 2 decembrie 1982 | URSS   | 22 – 12 | Bulgaria | Miskolc |
| 2 decembrie 1982 | (13-5) |         |          | Miskolc |
| 2 decembrie 1982 |        |         |          | Miskolc |

| 2 decembrie 1982 | Coreea de Sud | 22 – 22 | România       | Miskolc |
| 2 decembrie 1982 |               | (11-10) | Török-Duca 10 | Miskolc |
| 2 decembrie 1982 |               |         |               | Miskolc |

| 3 decembrie 1982 17:00 | URSS    | 23 – 21 | Coreea de Sud | Debrecen |
| 3 decembrie 1982 17:00 | (10-10) |         |               | Debrecen |
| 3 decembrie 1982 17:00 |         |         |               | Debrecen |

| 3 decembrie 1982 18:30 | România     | 18 – 17 | Bulgaria | Debrecen |
| 3 decembrie 1982 18:30 | Ciobotaru 6 | (6-9)   |          | Debrecen |
| 3 decembrie 1982 18:30 |             |         |          | Debrecen |

| 5 decembrie 1982 15:00 | URSS | 20 – 16 | România | Miskolc |
| 5 decembrie 1982 15:00 |      | (10-5)  | Oprea 4 | Miskolc |
| 5 decembrie 1982 15:00 |      |         |         | Miskolc |

| 5 decembrie 1982 16:30 | Coreea de Sud | 26 – 23 | Bulgaria | Miskolc |
| 5 decembrie 1982 16:30 | (14-11)       |         |          | Miskolc |
| 5 decembrie 1982 16:30 |               |         |          | Miskolc |

### Grupa C
| Echipa       | M | V | E | Î | GM | GP | G   | Pct |
| ------------ | - | - | - | - | -- | -- | --- | --- |
| Iugoslavia   | 3 | 3 | 0 | 0 | 80 | 43 | +37 | 6   |
| Cehoslovacia | 3 | 2 | 0 | 1 | 64 | 52 | +12 | 4   |
| Germania     | 3 | 1 | 0 | 2 | 65 | 49 | +16 | 2   |
| Congo        | 3 | 0 | 0 | 3 | 34 | 99 | −65 | 0   |

| 2 decembrie 1982 | Iugoslavia | 21 – 16 | Germania | Zalaegerszeg |
| 2 decembrie 1982 | (12-8)     |         |          | Zalaegerszeg |
| 2 decembrie 1982 |            |         |          | Zalaegerszeg |

| 2 decembrie 1982 | Cehoslovacia | 30 – 13 | Congo | Zalaegerszeg |
| 2 decembrie 1982 | (11-5)       |         |       | Zalaegerszeg |
| 2 decembrie 1982 |              |         |       | Zalaegerszeg |

| 3 decembrie 1982 17:00 | Iugoslavia | 37 – 11 | Congo | Pécs |
| 3 decembrie 1982 17:00 | (17-4)     |         |       | Pécs |
| 3 decembrie 1982 17:00 |            |         |       | Pécs |

| 3 decembrie 1982 18:30 | Cehoslovacia | 18 – 17 | Germania | Pécs |
| 3 decembrie 1982 18:30 | (10-10)      |         |          | Pécs |
| 3 decembrie 1982 18:30 |              |         |          | Pécs |

| 5 decembrie 1982 15:00 | Germania | 32 – 10 | Congo | Zalaegerszeg |
| 5 decembrie 1982 15:00 | (13-4)   |         |       | Zalaegerszeg |
| 5 decembrie 1982 15:00 |          |         |       | Zalaegerszeg |

| 5 decembrie 1982 16:30 | Iugoslavia | 22 – 16 | Cehoslovacia | Zalaegerszeg |
| 5 decembrie 1982 16:30 | (11-7)     |         |              | Zalaegerszeg |
| 5 decembrie 1982 16:30 |            |         |              | Zalaegerszeg |

## Meciurile de plasament

### Locurile 7-12
| 7 decembrie 1982 | Norvegia | 28 – 14 | Congo | Szolnok |
| 7 decembrie 1982 | (13-7)   |         |       | Szolnok |
| 7 decembrie 1982 |          |         |       | Szolnok |

| 7 decembrie 1982 | România | 34 – 15 | Statele Unite |  |
| 7 decembrie 1982 | (18-9)  |         |               |  |
| 7 decembrie 1982 |         |         |               |  |

| 7 decembrie 1982 | Germania | 18 – 15 | Bulgaria | Eger |
| 7 decembrie 1982 | (9-8)    |         |          | Eger |
| 7 decembrie 1982 |          |         |          | Eger |

| 8 decembrie 1982 17:00 | Norvegia | 22 – 19 | Bulgaria | Eger |
| 8 decembrie 1982 17:00 | (10-7)   |         |          | Eger |
| 8 decembrie 1982 17:00 |          |         |          | Eger |

| 8 decembrie 1982 18:30 | România | 18 – 18 | Germania | Eger |
| 8 decembrie 1982 18:30 | (9-7)   |         |          | Eger |
| 8 decembrie 1982 18:30 |         |         |          | Eger |

| 8 decembrie 1982 18:30 | Statele Unite | 19 – 16 | Congo | Győr |
| 8 decembrie 1982 18:30 | (9-7)         |         |       | Győr |
| 8 decembrie 1982 18:30 |               |         |       | Győr |

| 10 decembrie 1982 | Norvegia | 18 – 15 | Germania | Veszprém |
| 10 decembrie 1982 | (10-6)   |         |          | Veszprém |
| 10 decembrie 1982 |          |         |          | Veszprém |

| 10 decembrie 1982 | România | 35 – 14 | Congo |  |
| 10 decembrie 1982 | (16-7)  |         |       |  |
| 10 decembrie 1982 |         |         |       |  |

| 10 decembrie 1982 | Bulgaria | 19 – 15 | Statele Unite |  |
| 10 decembrie 1982 | (14-8)   |         |               |  |
| 10 decembrie 1982 |          |         |               |  |

| 11 decembrie 1982 | Norvegia | 16 – 16 | România | Budapesta |
| 11 decembrie 1982 | (8-8)    |         |         | Budapesta |
| 11 decembrie 1982 |          |         |         | Budapesta |

| 11 decembrie 1982 | Germania | 27 – 14 | Statele Unite |  |
| 11 decembrie 1982 | (14-8)   |         |               |  |
| 11 decembrie 1982 |          |         |               |  |

| 11 decembrie 1982 | Norvegia | 31 – 20 | Bulgaria |  |
| 11 decembrie 1982 | (13-9)   |         |          |  |
| 11 decembrie 1982 |          |         |          |  |

#### Rezultate
Tabelul de mai jos conține inclusiv punctele și golaverajul din meciurile jucate anterior în grupele preliminare:
- Grupa A: Norvegia – SUA 25–13,
- Grupa B: România – Bulgaria 18–17,
- Grupa C: RFG – Congo 32–10.

| Echipa        | M | V | E | Î | GM  | GP  | G   | Pct |
| ------------- | - | - | - | - | --- | --- | --- | --- |
| Norvegia      | 5 | 4 | 1 | 0 | 109 | 77  | +32 | 9   |
| România       | 5 | 3 | 2 | 0 | 121 | 80  | +41 | 8   |
| Germania      | 5 | 3 | 1 | 1 | 110 | 75  | +35 | 7   |
| Bulgaria      | 5 | 2 | 0 | 3 | 101 | 93  | +8  | 4   |
| Statele Unite | 5 | 1 | 0 | 4 | 76  | 121 | −45 | 2   |
| Congo         | 5 | 0 | 0 | 5 | 74  | 145 | −71 | 0   |

### Formatul final de șase echipe
| 7 decembrie 1982 17:00 | URSS  | 15 – 14 | RDG | Budapesta |
| 7 decembrie 1982 17:00 | (6-8) |         |     | Budapesta |
| 7 decembrie 1982 17:00 |       |         |     | Budapesta |

| 7 decembrie 1982 18:30 | Iugoslavia | 27 – 25 | Coreea de Sud | Budapesta |
| 7 decembrie 1982 18:30 | (16-15)    |         |               | Budapesta |
| 7 decembrie 1982 18:30 |            |         |               | Budapesta |

| 7 decembrie 1982 20:00 | Ungaria | 20 – 17 | Cehoslovacia | Budapesta |
| 7 decembrie 1982 20:00 | (11-7)  |         |              | Budapesta |
| 7 decembrie 1982 20:00 |         |         |              | Budapesta |

| 8 decembrie 1982 17:00 | RDG    | 23 – 18 | Cehoslovacia | Budapesta |
| 8 decembrie 1982 17:00 | (14-7) |         |              | Budapesta |
| 8 decembrie 1982 17:00 |        |         |              | Budapesta |

| 8 decembrie 1982 18:30 | URSS   | 21 – 19 | Iugoslavia | Budapesta |
| 8 decembrie 1982 18:30 | (10-8) |         |            | Budapesta |
| 8 decembrie 1982 18:30 |        |         |            | Budapesta |

| 8 decembrie 1982 20:00 | Ungaria | 31 – 25 | Coreea de Sud | Budapesta |
| 8 decembrie 1982 20:00 | (18-12) |         |               | Budapesta |
| 8 decembrie 1982 20:00 |         |         |               | Budapesta |

| 10 decembrie 1982 17:00 | RDG     | 28 – 22 | Coreea de Sud | Budapesta |
| 10 decembrie 1982 17:00 | (14-12) |         |               | Budapesta |
| 10 decembrie 1982 17:00 |         |         |               | Budapesta |

| 10 decembrie 1982 18:30 | URSS  | 14 – 12 | Cehoslovacia | Budapesta |
| 10 decembrie 1982 18:30 | (9-6) |         |              | Budapesta |
| 10 decembrie 1982 18:30 |       |         |              | Budapesta |

| 10 decembrie 1982 20:00 | Ungaria | 16 - 17 | Iugoslavia | Budapesta |
| 10 decembrie 1982 20:00 | (9-10)  |         |            | Budapesta |
| 10 decembrie 1982 20:00 |         |         |            | Budapesta |

| 12 decembrie 1982 17:00 | Iugoslavia | 17 - 17 | RDG | Budapesta |
| 12 decembrie 1982 17:00 | (9-5)      |         |     | Budapesta |
| 12 decembrie 1982 17:00 |            |         |     | Budapesta |

| 12 decembrie 1982 18:30 | Cehoslovacia | 20 – 19 | Coreea de Sud | Budapesta |
| 12 decembrie 1982 18:30 | (13-8)       |         |               | Budapesta |
| 12 decembrie 1982 18:30 |              |         |               | Budapesta |

| 12 decembrie 1982 20:00 | Ungaria | 15 - 13 | URSS | Budapesta |
| 12 decembrie 1982 20:00 | (6-6)   |         |      | Budapesta |
| 12 decembrie 1982 20:00 |         |         |      | Budapesta |

#### Rezultate
Tabelul de mai jos conține inclusiv punctele și golaverajul din meciurile jucate anterior în grupele preliminare:
- Grupa A: Ungaria – RDG 17-17,
- Grupa B: URSS - Coreea de Sud 23-21,
- Grupa C: RSF Iugoslavia – Cehoslovacia 22-16.

| Echipa        | M | V | E | Î | GM  | GP  | G   | Pct |
| ------------- | - | - | - | - | --- | --- | --- | --- |
| URSS          | 5 | 4 | 0 | 1 | 86  | 81  | +5  | 8   |
| Ungaria       | 5 | 3 | 1 | 1 | 99  | 89  | +10 | 7   |
| Iugoslavia    | 5 | 3 | 1 | 1 | 102 | 95  | +7  | 7   |
| RDG           | 5 | 2 | 2 | 1 | 99  | 89  | +10 | 6   |
| Cehoslovacia  | 5 | 1 | 0 | 4 | 83  | 98  | −15 | 2   |
| Coreea de Sud | 5 | 0 | 0 | 5 | 112 | 129 | −17 | 0   |

| Campionatul Mondial de Handbal Feminin din 1982 |
| --- |
| URSS Primul titlu Echipa Natalia Mitriuk, Tatiana Șalimova, Nina Ghețko, Larisa Karlova, Larisa Palcikova, Zinaida Turcina, Anela Saghitova, Sigita Mažeikaitė-Strečen, Marina Bazanova, Iulia Safina, Olga Zubareva, Olga Odinokova, Olga Dedusenko, Liudmila Kolomieț, Natalia Guskova, Natalia Țîgankova. Antrenor: Ihor Turcin |

## Clasamentul final
| Loc | Echipă        | Meciuri | Victorii | Egaluri | Înfrângeri | Goluri marcate | Goluri primite | Golaveraj | Puncte |
| --- | ------------- | ------- | -------- | ------- | ---------- | -------------- | -------------- | --------- | ------ |
|     | URSS          | 7       | 6        | 0       | 1          | 128            | 109            | +19       | 12     |
|     | Ungaria       | 7       | 5        | 1       | 1          | 145            | 111            | +34       | 11     |
|     | Iugoslavia    | 7       | 5        | 1       | 1          | 160            | 122            | +38       | 11     |
| 4   | RDG           | 7       | 4        | 2       | 1          | 141            | 107            | +34       | 10     |
| 5   | Cehoslovacia  | 7       | 3        | 0       | 4          | 131            | 128            | +3        | 6      |
| 6   | Coreea de Sud | 7       | 1        | 1       | 5          | 160            | 174            | –14       | 3      |
| 7   | Norvegia      | 7       | 4        | 1       | 2          | 141            | 117            | +24       | 9      |
| 8   | România       | 7       | 3        | 3       | 1          | 159            | 122            | +37       | 9      |
| 9   | Germania      | 7       | 3        | 1       | 3          | 143            | 114            | +29       | 7      |
| 10  | Bulgaria      | 7       | 2        | 0       | 5          | 136            | 141            | –5        | 4      |
| 11  | Statele Unite | 7       | 1        | 0       | 6          | 84             | 169            | –85       | 2      |
| 12  | Congo         | 7       | 0        | 0       | 7          | 98             | 212            | –114      | 0      |